# Capilla de San Bartolomé (Mezquita-catedral de Córdoba)

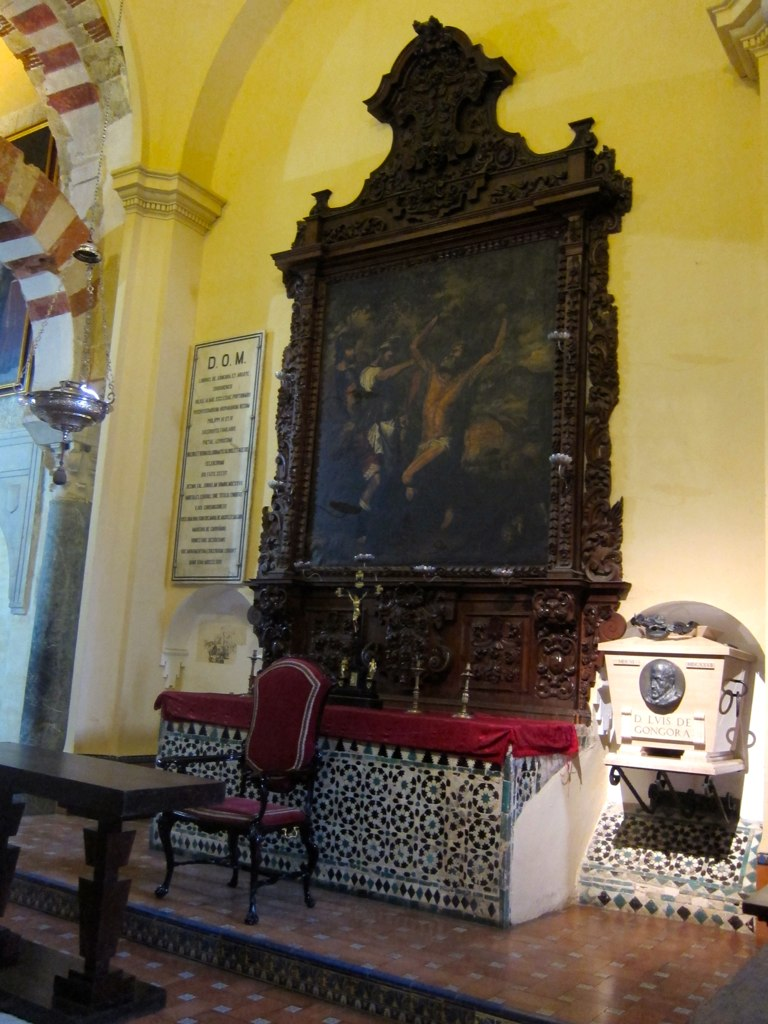
Capilla de San Bartolomé.

La capilla de San Bartolomé de la Mezquita-Catedral de Córdoba se encuentra en el muro del mihrab y en ella descansan los restos del insigne poeta cordobés Luis de Góngora y Argote. 
Fue fundada en el siglo XIII por Martín Muñoz, alcalde de Córdoba, siendo conocida en ese momento como capilla de San Esteban. El patronato de la capilla pasó a la familia Góngora desde 1490, cuando se declara que se encuentra enterrado Alfonso de Góngora. 
En 1718 se reformó la cubierta de la capilla con lucernario y bóveda barrocos. Los muros laterales que cerraban la capilla desde el siglo XIII se eliminaron en 1985 para hacer visible el muro de quibla. 
Es de planta cuadrangular cubierta por bóveda baída con linterna, muy reformada, de la que cuelga una lámpara de plata. En el retablo situado detrás del altar, recubierto este último con azulejos mudéjares, fechados en el siglo XV, puede verse un lienzo que representa el Martirio de San Bartolomé, copia del original de José de Ribera, pintado en 1626. El retablo es de madera tallada sin dorar y se decora con abundantes motivos vegetales.
Los azulejos del altar y los de las paredes están fechados en el siglo XV y son de la misma época. En el siglo XV se realizó también la reja que cierra la capilla, y en cuya parte superior hay un cuadro heráldico del apellido Góngora.

## Sepulcro de Luis de Góngora

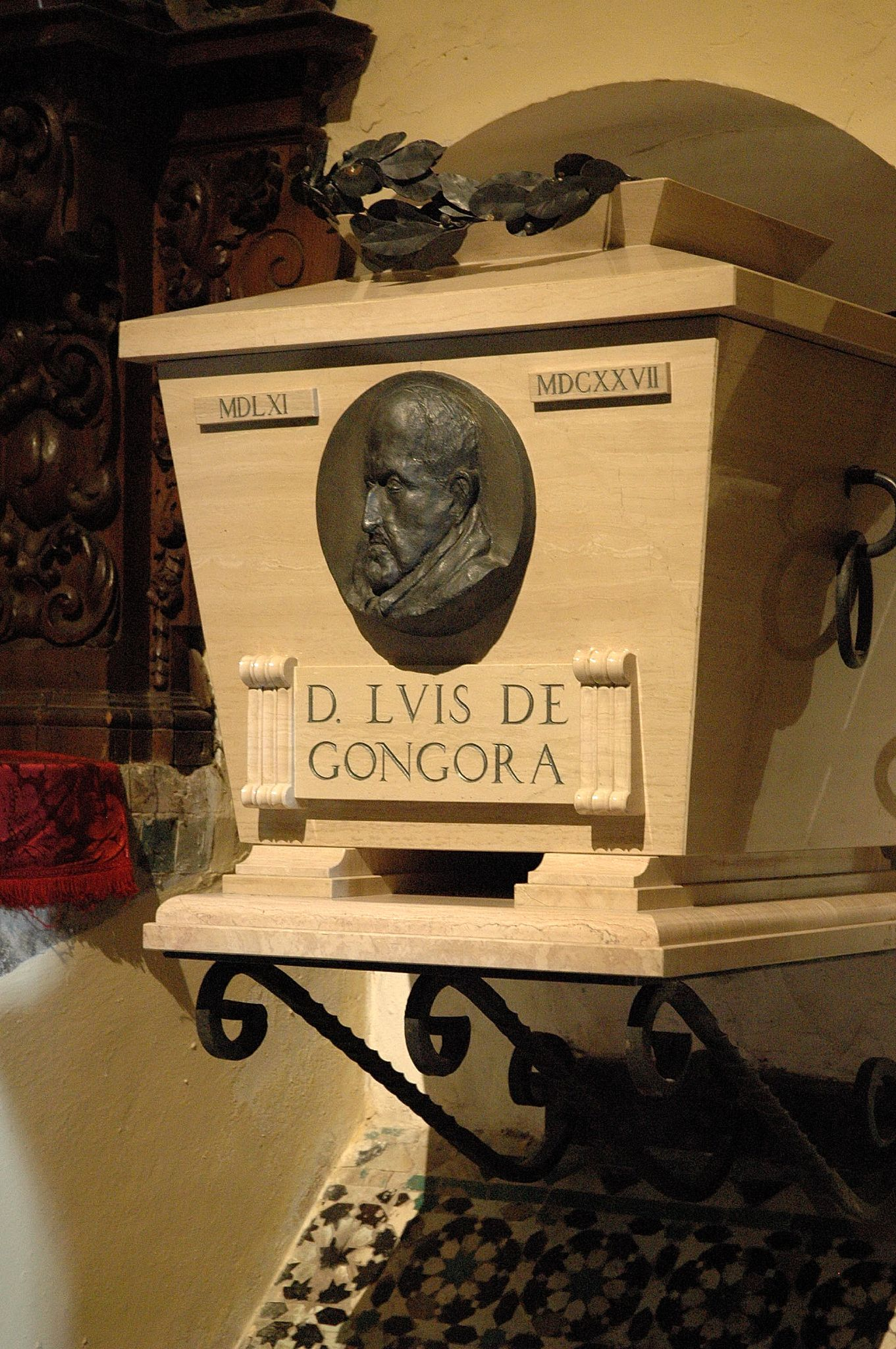
Sepulcro de Luis de Góngora y Argote.

En esta capilla fue sepultado el insigne poeta cordobés Luis de Góngora y Argote, cuyos restos fueron exhumados en 1858 a petición de Joaquín Fernández de Córdoba y Pulido, se colocaron en cajas de plomo y madera dentro de la propia capilla, para colocarlos en el muro de la derecha, y sobre ellos se puso una lápida de mármol blanco, redactada en culto latín por Luis María Ramírez de las Casas Deza en el año 1864 y que reza así:
«D. O.M. LUDOVICI. DE GÓGORA. ET ARGOTE. CORDUBENSIS. HUJUS. ALMAE. ECCLESIAE. PORTIONARII POTENTISSIMORUM. HISPANIARUM REGUM PHILIPPI III ET IV SACERDOTIS. FAMILIARIS POETAE. LEPIDISSIMI INGENIO. ET. VERNACULI. IDIOMATIS. SALIBUS. ET FACETIIS CELEBERRIMI QUI. FACIS. CESSIT. DECIMO. CAL. JUNIAS. AN DOMINI. MDCXXVII MORTALES. EXUVIAS. SINE. TITULO. CONDITAS EJUS. CONSANGUINEUS EXCEL. DOM. DOM. YGNATIUS. MARÍA. DE. ARGOTE. ET. SALGADO. MARCHIO DE CABRIÑANA, HONESTARE. DESIDERANS HOC MONUMENTUM, ERINGENDUM. CURAVIT ANNO DOM. MDCCCLXIIII.»
En 1985 se liberaron las arquerías laterales de la capilla, por lo que en 1992 se trasladó la lápida que cubría los restos del poeta al lado izquierdo de la capilla, y en el lado derecho de la misma se colocó una urna con los restos mortales del poeta. La urna funeraria fue realizada en mármol y hierro, y fue diseñada por el maestro mayor de la Mezquita-Catedral, Carlos Luca de Tena, y fielmente ejecutada por los hermanos García Rueda y por el platero Francisco Díaz Roncero. Se colocó el 2 de abril de 1993.
En el altar de la capilla de San Bartolomé se celebra todos los años, el día festivo más cercano al 23 de mayo, día en que falleció el racionero cordobés, una misa por el alma del poeta. Este acto religioso se une a los actos culturales que en ese día organiza la Real Academia de Ciencias, Bellas Letras y Nobles Artes de Córdoba.